# Кацухиро Мацумото
Кацухиро Мацумото (јап. 松元 克央, романизовано Katsuhiro Matsumoto; Иваки, 28. фебруар 1997) јапански је пливач чија ужа специјалност су трке слободним стилом на 100, 200 и 400 метара. 

## Спортска каријера
Мацумото је успешно дебитовао на међународној пливачкој сцени 2015, на Летњој универзијади која је те године одржана у корејском Квангџуу, а где је освојио бронзану медаљу у трци штафета на 4×200 слободно. Четири године касније, на истом такмичењу и у истој дисциплини, освојио је златну медаљу. 
Прво велико међународно такмичење, под окриљем ФИНА, на коме је учествовао је било Светско првенство у малим базенима у Виндзору 2016, где је као члан јапанске штафете на 4×200 слободно освојио бронзану медаљу. 
На светским првенствима у великим базенима је дебитовао у Будимпешти 2017, где је пливао у три финала штафетних трка, док је у квалификацијама појединачне трке на 200 слободно заузео 27. место. 
Током 2018. је учествовао на два велика регионална такмичења. Прво је на Панпацифичком првенству у Токију освојио две бронѕане медаље у тркама штафета на 4×100 и 4×200 слободно, а потом свега недељу дана касније осваја три медаље, од чега две златне, на Азијским играма у Џакарти. 
На светском првенству у корејском Квангџуу 2019, освојио је сребрну медаљу у трци на 200 слободно, након што је литвански пливач Данас Рапшис (победник трке) дисквалификован због погрешног старта. Пливао је и у финалу штафетне трке на 4×100 слободно микс, где је заизеуо седмо место, док су јапанске мушке штафете на 4×100 слободно и 4×200 слободно, за које је такође пливао, заузеле два девета места у квалификацијама и нису се палсирале у финала.